# フーマ・アベディン
フーマ・アベディン（Huma Abedin、1976年7月28日 - ）は、20年にわたりヒラリー・クリントンのために働いてきたインドとパキスタンにルーツを持つイスラム系アメリカ人。

## スキャンダル
フーマの夫だったアンソニー・ウィーナーの性的なキャンダルが発覚。捜査の過程でフーマとアンソニーの共有パソコンからヒラリー・クリントンの私的メールが大量に発見された。この問題は2016年アメリカ合衆国大統領選挙に影響したと言われている。